# Giovanni l'Alchimista
Giovanni di Hohenzollern detto l'Alchimista (1406 – Baiersdorf, 16 novembre 1464) fu margravio di Bayreuth-Kulmbach della dinastia degli Hohenzollern.
Servì per qualche anno anche da margravio del Brandenburgo dopo che suo padre Federico I, primo membro del casato di Hohenzollern a regnare su questa regione, aveva abdicato per favorirne la pacificazione.

## Biografia
Giovanni era figlio di Federico I e di Elisabetta di Baviera-Landshut, figlia di Federico di Baviera-Landshut, e della sua seconda moglie, Maddalena Visconti.
Quale figlio maggiore ed erede, Giovanni venne lasciato da suo padre, Federico I, a governare il Brandeburgo a partire dal 1424. Federico I infatti era rimasto frustrato da controversie con la nobiltà feudale brandeburghese, perciò si ritirò nel suo castello a Cadolzburg, in Franconia, nel 1425, mantenendo per sé la sola dignità elettorale.
Ma anche Giovanni non venne ben accolto dal popolo del Brandeburgo, in quanto la sua amministrazione si mostrò incompetente, fomentando disordini nelle campagne. Piuttosto che alla disciplina, Giovanni era più interessato a creare artificialmente l'oro attraverso l'alchimia, ricevendo così il soprannome di «l'Alchimista».
Comprendendo il pericolo nel quale stava cadendo il Brandeburgo, Federico I impose a Giovanni il Brandenburgo-Kulmbach-Bayeruth, il 7 giugno 1437, un territorio ricco di miniere. Il governo del Brandeburgo passò invece a suo fratello minore, che diverrà perciò Federico II di Brandeburgo.
Sposò, il 25 agosto 1411, Barbara di Sassonia-Wittenberg, figlia di Rodolfo III di Sassonia-Wittenberg. 
Dopo la morte di Federico I nel 1440, Giovanni ereditò tutti i possedimenti del Brandeburgo-Kulmbach, tra cui il castello di Plassenburg, a Kulmbach. Nei suoi ultimi anni, ha permesso a Cristoforo di Baviera di amministrare i suoi possedimenti nel Palatinato, carica che mantenne fino alla morte di Cristoforo nel 1448. Nel 1457 abdicò nei confronti di suo fratello Alberto, per dedicarsi allo studio dell'alchimia. Morì nel Castello Scharfeneck, vicino Baiersdorf, nel 1464.

## Discendenza
Dal suo matrimonio nacquero quattro figli:
- Barbara (1423-1478), sposò Ludovico III Gonzaga, ebbero dieci figli;
- Rodolfo (nato e morto nel 1424);
- Elisabetta (1425-1465), sposò in prime nozze Gioacchino di Pomerania, ebbero un figlio, e in seconde nozze Wartislaw X di Pomerania, ebbero due figli;
- Dorotea (1430-1495), sposò in prime nozze Cristoforo III di Danimarca, non ebbero figli, e in seconde nozze Cristiano I di Danimarca, ebbero cinque figli.

Giovanni ebbe inoltre un figlio illegittimo, Federico (Fritz, Fricio) di Brandeburgo, stabilitosi alla corte della sorellastra Barbara, presso i Gonzaga di Mantova, che ebbe due figlie:
- Maddalena, sposò Giberto Borromeo (1463-1508), conte di Arona;
- Francesca (?-1512), sposò Borso da Correggio, conte di Correggio.

## Ascendenza
|                                |                       |                           | Genitori                               |  |  | Nonni |  |  | Bisnonni                  |  |  | Trisnonni                 |  |
|                                |                       |                           |                                        |  |  |       |  |  | Giovanni II di Norimberga |  |  | Federico IV di Norimberga |  |
|                                |                       |                           |                                        |  |  |       |  |  | Giovanni II di Norimberga |  |  | Federico IV di Norimberga |  |
|                                |                       | Margherita di Carinzia    |                                        |  |  |       |  |  | Giovanni II di Norimberga |  |  |                           |  |
| Federico V di Norimberga       |                       |                           |                                        |  |  |       |  |  | Giovanni II di Norimberga |  |  |                           |  |
|                                |                       | Elisabetta di Henneberg   | Bertoldo VII di Henneberg-Schleusingen |  |  |       |  |  |                           |  |  |                           |  |
|                                |                       | Elisabetta di Henneberg   | Bertoldo VII di Henneberg-Schleusingen |  |  |       |  |  |                           |  |  |                           |  |
|                                |                       | Elisabetta di Henneberg   | Adelaide d'Assia                       |  |  |       |  |  |                           |  |  |                           |  |
| Federico I di Brandeburgo      |                       | Elisabetta di Henneberg   |                                        |  |  |       |  |  |                           |  |  |                           |  |
|                                |                       | Federico II di Meißen     | Federico I di Meißen                   |  |  |       |  |  |                           |  |  |                           |  |
|                                |                       | Federico II di Meißen     | Federico I di Meißen                   |  |  |       |  |  |                           |  |  |                           |  |
|                                |                       | Federico II di Meißen     | Elisabetta di Lobdeburg                |  |  |       |  |  |                           |  |  |                           |  |
| Elisabetta di Meißen           |                       | Federico II di Meißen     |                                        |  |  |       |  |  |                           |  |  |                           |  |
|                                |                       | Matilde di Baviera        | Ludovic IV del S.R.I.                  |  |  |       |  |  |                           |  |  |                           |  |
|                                |                       | Matilde di Baviera        | Ludovic IV del S.R.I.                  |  |  |       |  |  |                           |  |  |                           |  |
|                                |                       | Matilde di Baviera        | Beatrice di Slesia-Glogau              |  |  |       |  |  |                           |  |  |                           |  |
| Giovanni l'Alchimista          |                       | Matilde di Baviera        |                                        |  |  |       |  |  |                           |  |  |                           |  |
|                                | Stefano II di Baviera | Ludovico IV il Bavaro     |                                        |  |  |       |  |  |                           |  |  |                           |  |
|                                | Stefano II di Baviera | Ludovico IV il Bavaro     |                                        |  |  |       |  |  |                           |  |  |                           |  |
|                                | Stefano II di Baviera | Beatrice di Slesia-Glogau |                                        |  |  |       |  |  |                           |  |  |                           |  |
| Federico di Baviera-Landshut   | Stefano II di Baviera |                           |                                        |  |  |       |  |  |                           |  |  |                           |  |
|                                |                       | Isabella d'Aragona        | Federico III d'Aragona                 |  |  |       |  |  |                           |  |  |                           |  |
|                                |                       | Isabella d'Aragona        | Federico III d'Aragona                 |  |  |       |  |  |                           |  |  |                           |  |
|                                |                       | Isabella d'Aragona        | Eleonora d'Angiò                       |  |  |       |  |  |                           |  |  |                           |  |
| Elisabetta di Baviera-Landshut |                       | Isabella d'Aragona        |                                        |  |  |       |  |  |                           |  |  |                           |  |
|                                |                       | Bernabò Visconti          | Stefano Visconti                       |  |  |       |  |  |                           |  |  |                           |  |
|                                |                       | Bernabò Visconti          | Stefano Visconti                       |  |  |       |  |  |                           |  |  |                           |  |
|                                |                       | Bernabò Visconti          | Valentina Doria                        |  |  |       |  |  |                           |  |  |                           |  |
| Maddalena Visconti             |                       | Bernabò Visconti          |                                        |  |  |       |  |  |                           |  |  |                           |  |
|                                |                       | Beatrice della Scala      | Mastino II della Scala                 |  |  |       |  |  |                           |  |  |                           |  |
|                                |                       | Beatrice della Scala      | Mastino II della Scala                 |  |  |       |  |  |                           |  |  |                           |  |
|                                |                       | Beatrice della Scala      | Taddea da Carrara                      |  |  |       |  |  |                           |  |  |                           |  |
|                                |                       | Beatrice della Scala      |                                        |  |  |       |  |  |                           |  |  |                           |  |